# 泰顿
泰顿（Tieton[ˈtaɪ.ətɒn]）美国华盛顿州雅基马县的一个城镇，总人口1,191（2010年），总面积2.0平方公里。
泰顿于1942年6月5日正式建置为镇。